# Springfield (Vermont)
Springfield es un municipio situado en el condado de Windsor, Vermont, Estados Unidos. Tiene una población estimada, a mediados de 2021, de 9117 habitantes.

## Demografía
Según el censo de 2020, en ese momento la localidad tenía una población de 9062 habitantes. La densidad de población era de 71 hab./km².
Según la Oficina del Censo, en 2000 los ingresos medios de los hogares de la localidad eran de $34,169 y los ingresos medios de las familias eran de $42,620. Los hombres tenían ingresos medios por $31,931 frente a los $23,019 que percibían las mujeres. Los ingresos per cápita para la localidad eran de $18,452. Alrededor del 8.3% de las familias y del 9.8% de la población estaban por debajo del umbral de pobreza.
De acuerdo con la estimación 2017-2021 de la Oficina del Censo, los ingresos medios de los hogares de la localidad son de $57,160 y los ingresos medios de las familias son de $67,212. Los ingresos per cápita en los últimos doce meses, medidos en dólares de 2021, son de $28,837. Alrededor del 17.0% de la población está por debajo del umbral de pobreza.

## En la cultura popular
En 2007 ganó un concurso para ver qué localidad acogía el estreno de la película de Los Simpson entre 14 lugares en Estados Unidos llamados Springfield, nombre de la ciudad ficticia donde se desarrolla la serie.